# Камподонико (Анкона)
Камподонико је насеље у Италији у округу Анкона, региону Марке.
Према процени из 2011. у насељу је живело 154 становника. Насеље се налази на надморској висини од 561 м.